# روسیتشکا (ناحیه ژدار ناد سازاوو)
روسیتشکا (به چکی: Rosička) یک منطقهٔ مسکونی در جمهوری چک است که در ناحیه ژدار ناد سازاووو واقع شده‌است. روسیتشکا ۲٫۶۹ کیلومتر مربع مساحت و ۵۱ نفر جمعیت دارد و ۶۰۸ متر بالاتر از سطح دریا واقع شده‌است.